# ホルストガエル
ホルストガエル（Babina holsti）は、両生綱無尾目アカガエル科バビナ属に分類されるカエル。

## 分布
日本（沖縄島北部、渡嘉敷島）固有種
模式標本の産地（基準産地・タイプ産地・模式標本）は沖縄島。

## 形態
体長オス10 - 12.4センチメートル、メス10.3 - 11.9センチメートル。頭幅は頭胴長の約39%。背中の皮膚の表面にはほとんど隆起がないが、体側面には顆粒状の突起がある。背面の色彩は濃灰褐色や黄褐色で、眼から体側面にかけてと四肢背面に黒い斑紋が入る。腹面の色彩は白いが、喉は黒っぽい。
虹彩は上半分が金色、下半分は赤褐色。前肢の第1指の内側に肉質の指（拇指）を持つ。この拇指からは棘状の骨を突出させることができる。後肢第5趾外縁の皮膚は弱く襞状になる。
卵は直径約2.3 - 2.5ミリメートル。

## 分類
種小名holstiは本種の模式標本を採集したHolstへの献名。
アカガエル属に含める説もあったが、オットンガエルと共にバビナ属として分割する説もある。バビナ属に形態から近縁と考えられ分子系統解析でも姉妹群とされるヤエヤマハラブチガエルNidirana okinavanaなどを含む説が有力だが、これらをハラブチガエル属Nidiranaに分割し、大型で第1指があるなど明瞭な識別点がある本種とオットンガエルのみをバビナ属とする説もある。
2014年に発表されたミトコンドリアDNAの分子解析では、沖縄島と渡嘉敷島の個体群で明瞭な分化がみられるという解析結果が得られている。

## 生態
山地にある森林内の渓流周辺に生息する。夜行性で、昼間は岩の隙間や土手に空いた穴の中などで休む。外敵に掴まれると拇指から骨を突出して相手を攻撃する。
昆虫、多足類、サワガニ類、陸棲の巻貝などを食べる。小型のヘビを食べることもある。
繁殖様式は卵生。4 - 9月（主に7 - 8月）に渓流や山地にある湿地の周辺に直径30 - 50センチメートルに達する土手で囲まれた窪みを掘り、その中に800 - 1,000個の卵を産む。幼生はその年の秋季か翌年の5 - 6月に変態し、幼体になる。

## 人間との関係
方言名として「ワクビチ」がある。
以前は食用とされることもあった。
森林伐採やダム・道路建設による生息地の破壊、人為的に移入された食肉類による捕食などにより、生息数は減少している。1970年代以前には名護市・本部町・今帰仁村の一部といった本部半島でも報告例があるが、1990年代以降は名護市および本部半島では発見例がない。2016年に国内希少野生動植物種に指定され、卵も含め捕獲・譲渡などが原則禁止されている。1985年に沖縄県の天然記念物に指定されている。2005年現在沖縄県のレッドリストでは絶滅危惧IB類と判定されている。
絶滅危惧IB類 (EN)（環境省レッドリスト）